# Escuela de los Wunu
La Escuela de los Wunu (chino simplificado: 无奴学派; chino tradicional: 無奴學派; pinyin: Wúnúxuépài) es una escuela de la historiografía china, iniciada en el siglo XX -principalmente formada por un historiador chino que argumentó que ninguna sociedad de esclavos en la historia de China. El historiador chino Huang Xianfan (1899-1982) es considerado como el "padre de la Escuela de los Wunu".

## Nacimiento
La Escuela de los Wunu surge en un contexto de aparición de la Reforma económica china. Su origen se halla en el debate metodológico con la escuela histórica del marxismo en China, que en un ánimo intentaba confinar los principios aplicables del marxismo a diferentes etapas de la historia china. El llamado "wu" en el significado chino significa "no", "nu" significa "sociedad esclavista", no a la esclavitud. "Wunu" en el significado chino significa "ninguna esclavo en la sociedad". El fundador (Huang Xianfan) de la escuela de los Wunu en 1979 publicó su manifiesto programático, en una tesis titulada "La sociedad de esclavos en la historia china". La obra del líder Huang Xianfan es considerada como el arranque de la escuela de los Wunu.

## Estudios
La historiografía, para esta escuela, es una ciencia dedicada al análisis riguroso de los antiguos registros históricos y no a la deducción de teoremas, de acuerdo con la lógica. Ellos veían el problema de antigua sociedad china como resultando de estudios históricos rigurosos. Consecuentemente preferían estudios sobre la sociedad antigua de China(sociedad en la Dinastía Shang y Dinastía Zhou), incluyendo aspectos históricos, legales y la éticos; amén de políticos, económicos y esclavitud. En su investigación demostraron la sociedad de esclavos en la historia de China. 
La esclavitud como práctica social y económica fue usual en la antigüedad greco-romana, y ambas pueden considerarse las primeras sociedades "esclavistas" al estar sustentada su base económica por este sistema. La escuela de los Wunu abordó estos problemas desde los nuevos puntos de vista. Los miembros de la escuela creen que la antigua sociedad china es diferente de la antigua sociedad greco-romana. Ellos sostienen que el origen de los esclavos antigüedad en China se remonta a Dinastía Shang y los esclavos provenían de las conquistas sin existir una regulación jurídica sobre los mismos. Hueso oracular demostró que su existencia deriva del sacrificio humano, a diferencia de aprovechar la mano de obra de los cautivos en las guerras. Por este entendimiento, ellos sostienen que los esclavos de la antigua sociedad china no constituyen la principal fuerza de trabajo de desarrollo socioeconómico, criticando completamente la idea de la escuela de historia del marxismo en China, sacando finalmente conclusiones de la sociedad de esclavos en la historia china. 
Los objetos de estudio más significativos de esta escuela son:
- Tipos de estratificación social en la Dinastía Shang y Dinastía Zhou (Incluidos clase alta y los clase baja)
- Hueso oracular
- Materialismo histórico[4]

## Miembros del escuela de los Wunu
La escuela de los Wunu puede ser dividida en tres épocas o tendencias:
- La antigua, dirigida por Huang Xianfan (黄現璠/黄现璠), que incluye a Zhang Guangzhi (張廣志/张广志), Huang Weicheng (黃偉城/黄伟城) y los estudiantes de Huang Xianfan, Zhu Zhongxi (祝中熹), Wei Wenxuan (韋文宣/韦文宣), Zong Ruihua (縱瑞華/纵瑞华) y Cao Chengzhang (曹成章). Estos historiadores, encabezados por Huang Xianfan y Zhang Guangzhi, inventaron la división de la nueva etapa histórica;[5][6][7]
- La joven, dirigida por Shen Changyun (沈長雲/沈长云), que incluye a Hu Zhongda (胡鐘達/胡钟达), Zhang Yimin (張一民/张一民) y los estudiantes de Huang Xianfan, Huang Zengqing (黃增慶/黄增庆), Mandu Ertu (滿都爾圖/满都尔图) y Hu Quyuan (胡曲園/胡曲园);
- La más joven, dirigida por Chao Fulin (晁福林) y que incluye a Ye Wenxian (葉文憲/叶文宪), Mo Jinshan(莫金山- Los estudiantes de Zhang Guangzhi, Wang Kewang (王克旺), Yi Mouyuan (易謀遠/易谋远), Zhu Xi (朱晞), Yu Shijie-(玉時階/玉时阶), Wang Xuedian (王學典/王学典), Wang Zanyuan (王讚源), Li Xuegong (李學功/李学功), Duan Zhong qiao (段忠橋/段忠桥), Wang Mingfu (王明富), Liao JunXiang (廖君湘), Qi Liang(啟良/启良), Chen Chun(陳淳/陈淳) y Lu Kejian(魯克儉/鲁克俭).

## Obras historigráficas del miembros de Escuela de los Wunu
- Huang Xianfan. La ninguna sociedad de esclavos en la historia chino(1979,1980, 1981,1988).
- Zhang Guangzhi. La situación histórica de la esclavitud(1980,1988,2001).
- Huang Weicheng. La sociedad de los Dinastía Shang no es una sociedad de esclavos(1980,1983,1986,1987,1997,1999).
- Zhu Zhongxi. La naturaleza social de los antiguos chinos(1980).
- Zong Ruihua. El primer país en la historia no es la país de esclavitud(1981,1987, 1988).
- Hu Zhongda. Modo de producción asiático(1981).
- Cao Chengzhang. La problema de la esclavitud en Dai(1982).
- Zhang Yimin, Huang Zengqing. La ninguna sociedad esclavista en la historia de la Zhuang(1983).
- Shen Changyun. La sociedad de los Dinastía Han no es la esclavitud la sociedad(1983,1987,1989,2002).
- Yi Mouyuan. Varios aspectos teóricos en los estudios de la esclavitud(1986,1993).
- Wang Mingfu. La forma social en Zhuang principios(1990).
- Zhu Xi. La problema de esclavitud en historia antigua china(1987,1999).
- Wei Wenxuan. La ninguna sociedad esclavista en la historia de la Zhuang(1988).
- Mo Jinshan. La problema de esclavitud(1988,1990,1992,1993,1994,1996).
- Hu Quyuan. La antigua sociedad china(1989).
- Chao Fulin. Algunas preguntas de esclavitud en Dinastía Zhou(1996,1998,1999,2000,2003).
- Li Xuegong. La naturaleza social de la antigua China(1998,2001).
- Ye Wenxian. La división de la nueva etapa histórica(2000, 2001).
- Wang Xuedian. La forma social de la antigua China(2000,2002).
- Qi Liang. La división de la etapa del antigua historia china(2001).
- Liao JunXiang. La forma social de los Dong (etnia)(2004,2005).
- Duan Zhong qiao. Cinco pautas sociales(2005,2006).
- Chen Chun. La naturaleza social del país de los antiguos chinos(2006).
- Lu Kejian. Modo de producción antiguo(2007).